# Степное (Сумской район)
Степное (укр. Степне) — село,
Подлесновский сельский совет,
Сумский район,
Сумская область,
Украина.
Код КОАТУУ — 5924786308. Население по переписи 2001 года составляло 98 человек
(89 человек, 35 домовладений по состоянию на 2008 год).

## Географическое положение
Село Степное находится на берегу реки Гуска,
выше по течению на расстоянии в 3 км расположено село Терешковка,
ниже по течению на расстоянии в 2,5 км расположено село Подлесновка.
На реке большая запруда.

## Известные люди
- Кардашевский Михаил Семенович — поручик, в 1842 году имения в х. Степной, х. Михайловский, х. Теменецкий Сумского уезда.